# Очиток Палмера
Очиток Палмера (лат. Sedum palmeri) — теплолюбивое и засухоустойчивое растение родом из Мексики, вид суккулентных растений рода Очиток (Sedum) семейства Толстянковые (Crassulaceae). Культивируется как декоративный суккулент. Вид назван в честь ботаника Эдварда Палмера (1829–1911).

## Описание
Компактный, стеблевой, хорошо разветвлённый многолетний полукустарник с прямыми или слегка изогнутыми ветвями, завершающимися небольшими розетками листьев. Образует плотные клумбы из листвы. В нецветущем состоянии напоминает небольшую эхеверию. Розетки плоские, мясистые, относительно крупные, примерно 5 см в диаметре. Стебли гибкие, голые, слегка изогнутые, длиной 15–25(30) см.
Листья длиной 10–30 мм, расположены поочерёдно в розетках на концах ветвей, плоские, толстые, лопаточно-обратно-яйцевидные, без черешков (или с ложночерешковыми листьями в нижней части), с закруглённой верхушкой и слегка заострёнными, пыльно-сизо-зелёными с бледно-розовым оттенком, восковыми. Часто старшие листья имеют красные края.
Соцветия прямостоячие, представлены метёлками или рыхлыми щитками. Цветки относительно крупные, заострённые, звездчатые, 5—7-членные, лепестки 4–6 мм в длину, оранжево-жёлтые; чашелистики широкие, неодинаковые, продолговатые, с заострёнными концами; цветоножки короткие. Полный период цветения происходит с середины февраля по апрель.

## Распространение
Родом из Мексики, интродуцирован в Италии и Испании. В северной Италии, часто применяется для украшения балконов.

## Таксономия
Sedum palmeri S.Watson, первое упоминание в Proc. Amer. Acad. Arts 17: 355 (1882).

### Синонимы
- Sedum compressum Rose — Очиток сжатый[7]